# Jack-o'-lantern

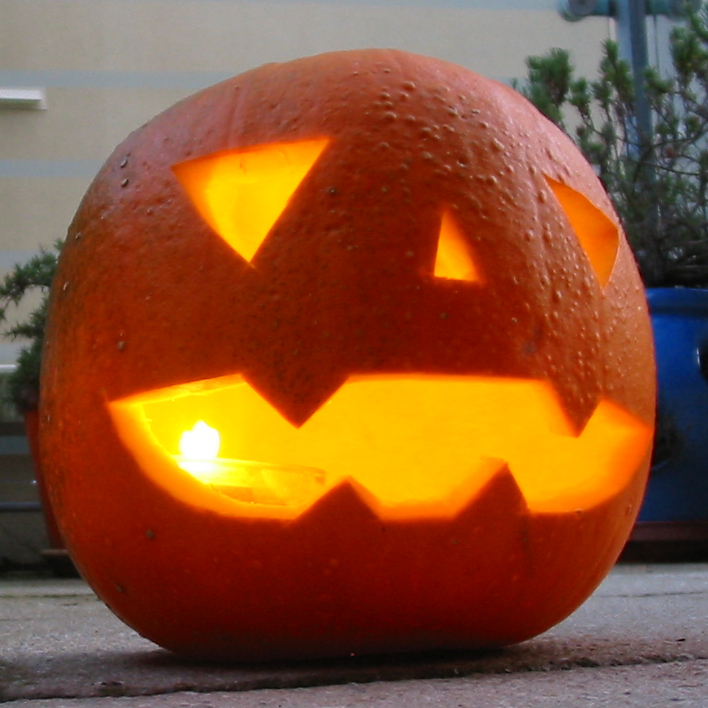
Un tradizionale jack-o'-lantern americano.

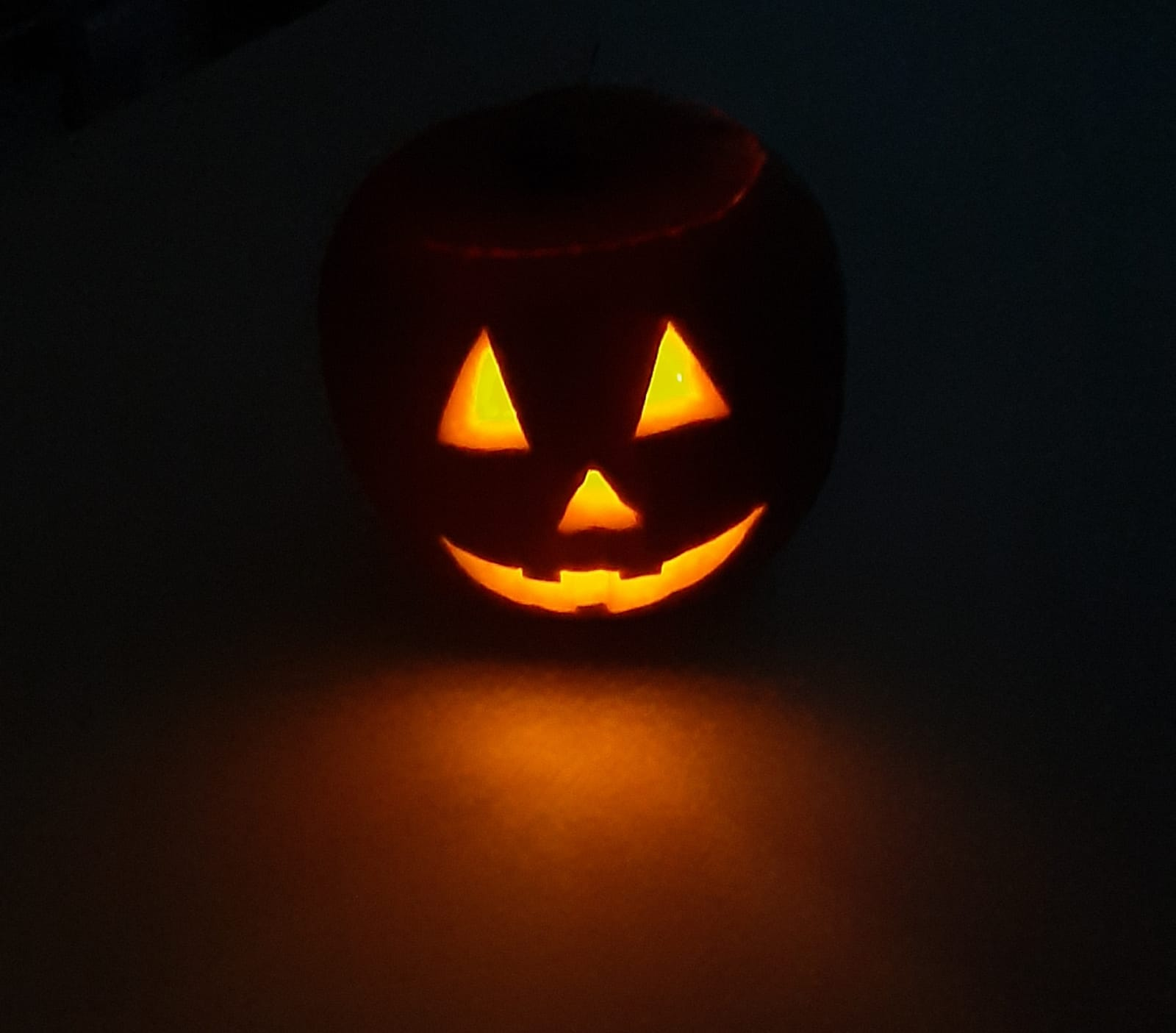
Jack-o'-lantern in versione notturna con candelina all'interno.

Un jack-o'-lantern (anche riportata con la grafia Jack o'lantern) è una lanterna abitualmente composta da una zucca scavata in cui è stata ritagliata una faccia, spesso con una smorfia, illuminata da una candela posta al suo interno. È usato come decorazione ed è il simbolo di Halloween. In senso moderno, simboleggia le anime dannate che vagano per la terra.
Il suo nome in inglese deriva dal fenomeno naturale noto come fuoco fatuo, attribuito a una strana luce che tremola sopra una torbiera. Il nome è anche legato alla leggenda irlandese di Stingy Jack, un fabbro ubriacone che riesce a negoziare con Satana ed è condannato a vagare per la Terra con solo una rapa scavata per illuminare la sua strada.

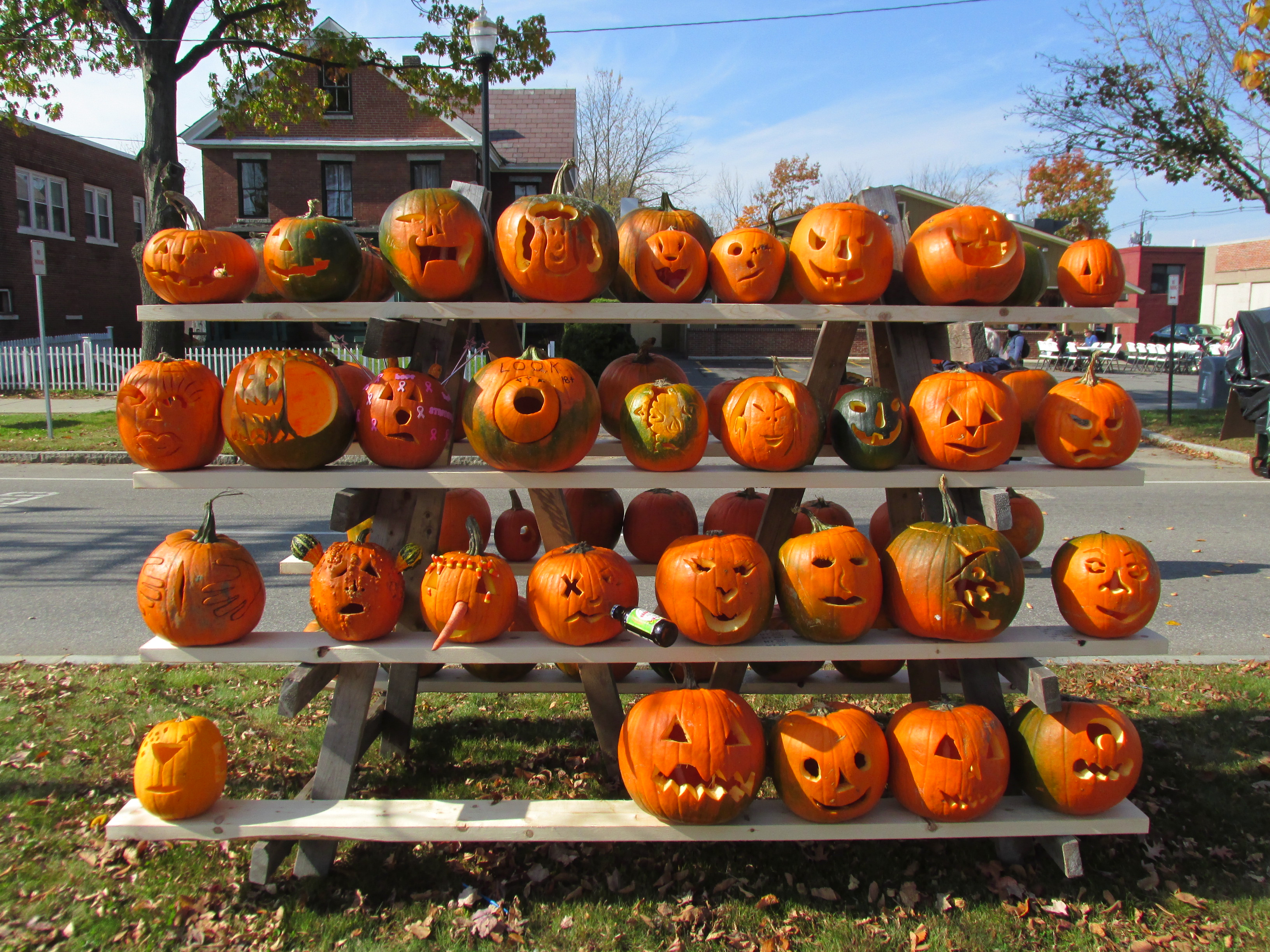
Un assortimento di zucche di Halloween.

In un jack-o'-lantern, la parte superiore della rapa o della zucca viene tagliata per formare un coperchio, la polpa interna viene scavata e un'immagine, di solito una faccia mostruosa, viene scolpita sulla superficie esterna per esporre l'interno vuoto. Per creare un effetto luminoso, una candela viene posta all'interno prima che il coperchio venga chiuso. Tuttavia, vengono commercializzati anche jack-o'-lantern artificiali con luci elettriche. È consuetudine vedere queste zucche di Halloween utilizzate come decorazioni esterne o interne prima e durante Halloween.
Il termine jack-o'-lantern non è molto comune al di fuori dell'Irlanda, sebbene la pratica di intagliare le zucche nel periodo di Halloween lo sia.
I Jack-o'-lantern venivano ricavati da grandi rape prima dell'introduzione della zucca dall'America. Sono una tradizione annuale di Halloween che si è sviluppata negli Stati Uniti quando gli immigrati irlandesi hanno portato con sé la loro usanza consistente nell'intagliare gli ortaggi.

## Etimologia
Il termine jack-o'-lantern era originariamente usato per descrivere il fenomeno visivo ignis fatuus (lett. "fuoco burlone") noto come fuoco fatuo nel folklore inglese. Utilizzato soprattutto nell'Inghilterra orientale, il suo primo utilizzo conosciuto risale al 1660. Il termine "will-o'-the-wisp" usa "wisp" (un fascio di bastoncini o carta a volte usato come torcia) e il nome proprio "Will": quindi, "Will-of-the-torch". Il termine jack o'lantern è della stessa costruzione: "Jack of [the] lantern".

## Storia

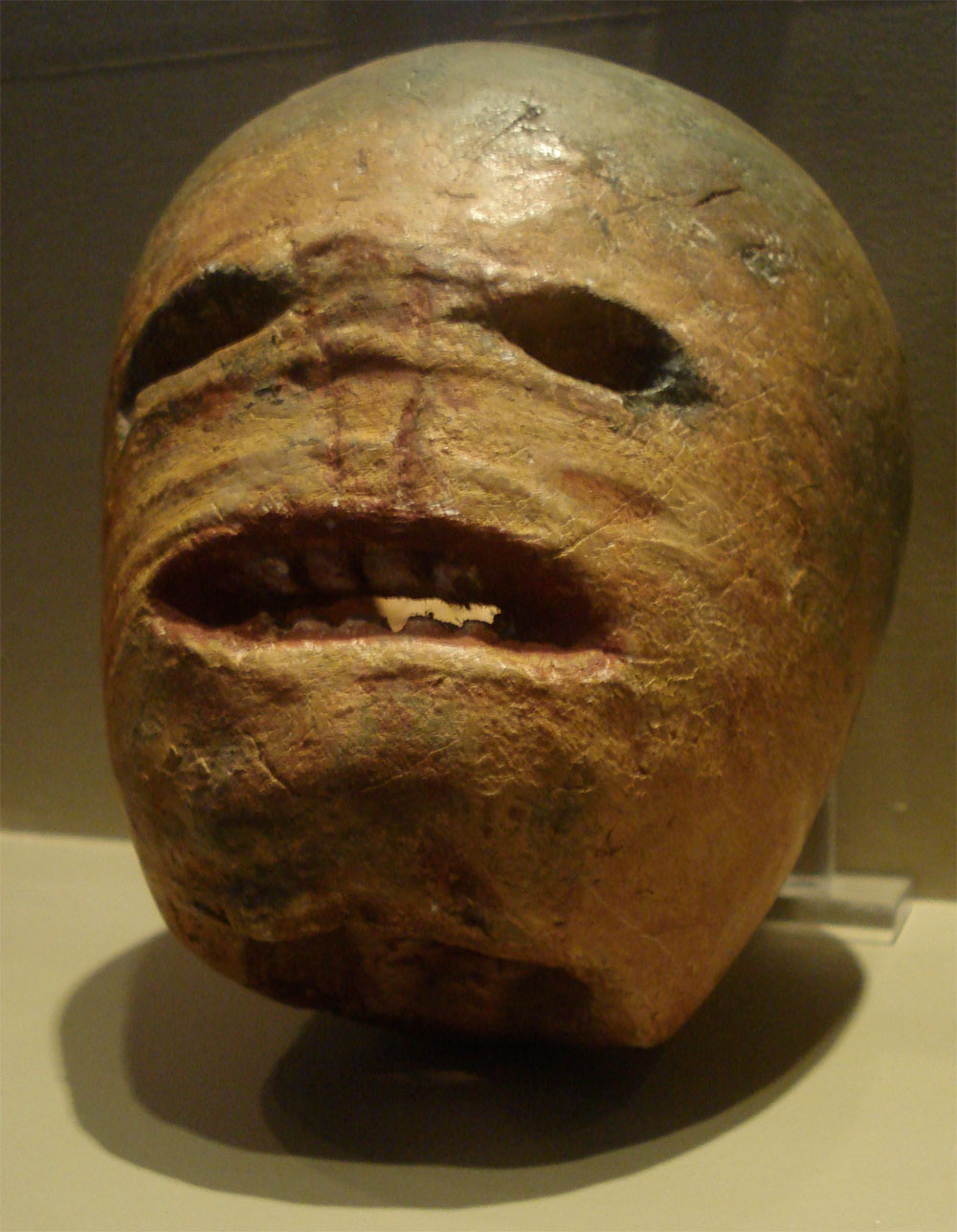
Un calco in gesso di un antico Jack-o'-lantern al Museum of Country Life di Turlough, County Mayo, Irlanda

L'usanza di Halloween è legata alla famosa leggenda dell'irlandese Jack, un fabbro astuto, avaro e ubriacone, che una sera al pub incontrò il diavolo. A causa del suo stato d'ebbrezza, la sua anima era quasi nelle mani del demonio, ma, astutamente, Jack gli chiese di trasformarsi in una moneta promettendogli la sua anima in cambio di un'ultima bevuta. Mise poi rapidamente il diavolo nel suo borsello accanto a una croce d'argento, cosicché egli non potesse ritrasformarsi. Per farsi liberare, il diavolo gli promise che non si sarebbe preso la sua anima nei successivi dieci anni e Jack lo lasciò andare. Dieci anni più tardi, il diavolo si presentò nuovamente e questa volta Jack gli chiese di raccogliere una mela da un albero prima di prendersi la sua anima. Al fine di impedire che il diavolo discendesse dal ramo, il furbo Jack incise una croce sul tronco. Dopo un lungo battibecco, in cambio della libertà, il diavolo risparmiò la dannazione eterna a Jack. Durante la propria vita, il fabbro commise così tanti peccati che, quando morì, fu rifiutato dal Paradiso. Presentatosi all'Inferno, venne scacciato dal diavolo che gli ricordò il patto, ben felice di lasciarlo errare come anima tormentata. All'osservazione che era freddo e buio, il diavolo gli tirò un tizzone ardente, che Jack posizionò all'interno di una rapa che aveva con sé. Cominciò da quel momento a vagare senza tregua alla ricerca di un luogo in cui riposarsi.
Da allora Jack è raffigurato con una zucca su cui viene intagliata una faccia e secondo la leggenda la sua anima tormentata si ripresenta ogni anno la notte di Halloween e vaga con la sua lanterna. Da qui nasce la tradizione di intagliare le zucche.

## Tradizioni simili in Italia

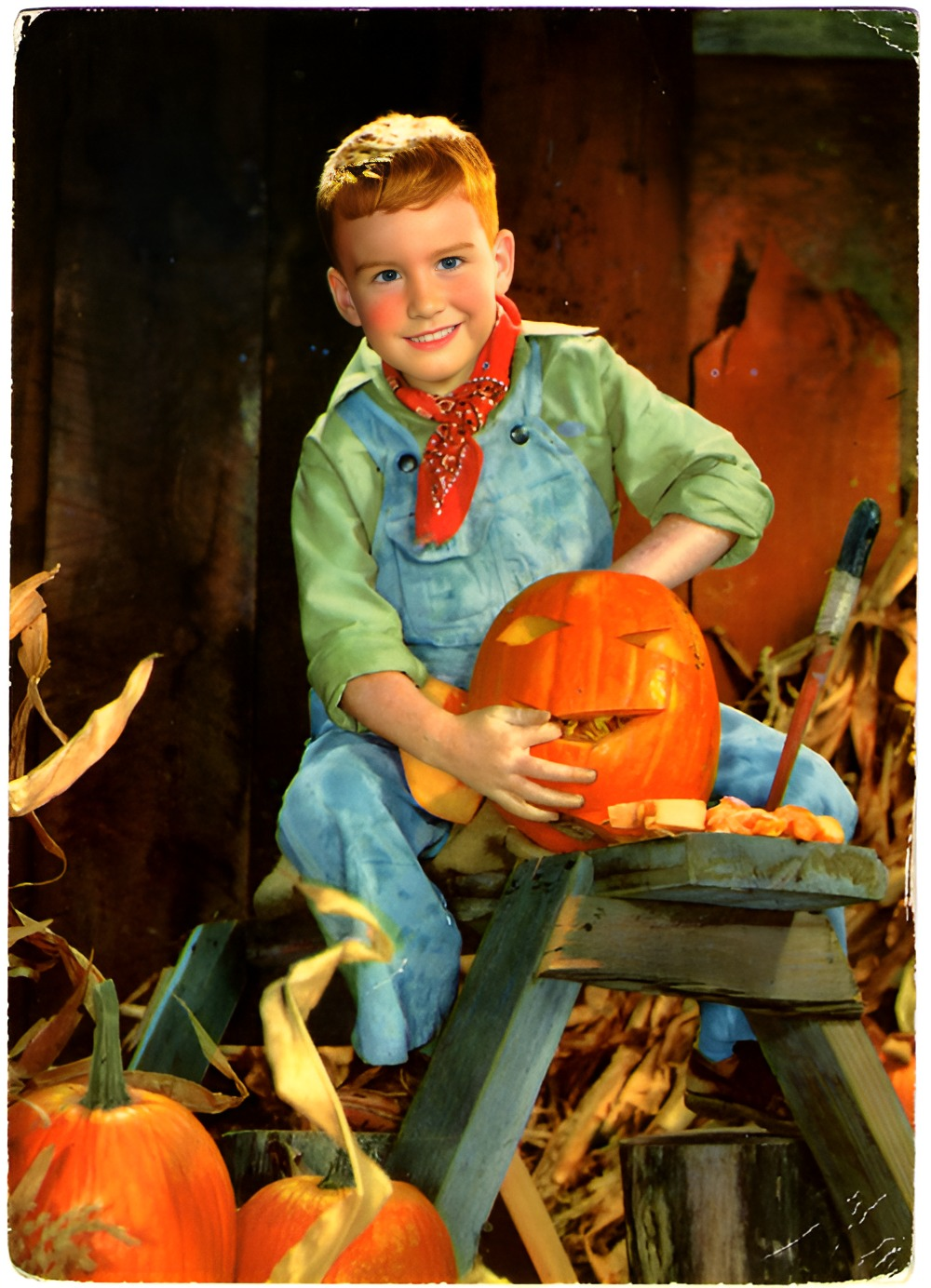
Cartolina Mortesecca - anni '60, viaggiata - Toscana, Museo Casa di Zela (PT)

Caratteristiche molto simili ad Halloween si riscontrano nell'antica festa di Sant'Andrea celebrata a Martis e in altri comuni dell'Anglona e del Goceano, in Sardegna: la notte del 30 novembre gli adulti vanno per le vie del paese percuotendo fra loro graticole, coltelli e scuri allo scopo di intimorire i ragazzi e i bambini che nel frattempo vagano per le strade con delle sinistre zucche vuote intagliate a forma di teschio e illuminate all'interno da una candela. I giovani, quando vanno a bussare nelle case, annunciano la loro presenza battendo coperchi e mestoli e recitando un'enigmatica e minacciosa filastrocca in lingua sarda Sant'Andria muzza li mani!!... (Sant'Andrea mozza le mani) ricevendo in cambio, per questa loro esibizione, dolci, mandarini, fichi secchi, bibite e soldi.
L'uso delle zucche era ben presente anche nella cultura contadina della Toscana fino a pochi decenni fa, dove la zucca intagliata prende il nome di "Mortesecca"  e, in specifiche zone, anche come gioco dello zozzo (nei comuni di San Casciano e di Tavarnelle in Val di Pesa, provincia di Firenze, la zucca intagliata è infatti chiamata anche  "Poero Zozza"). Nel periodo compreso tra agosto e ottobre (più frequentemente d'estate) si svuotava una zucca, le si intagliavano delle aperture a forma di occhi, naso e bocca; all'interno della zucca si metteva poi una candela accesa. La zucca veniva poi posta fuori casa, nell'orto, in giardino ma più spesso su un muretto, dopo il tramonto e per simulare un vestito le si applicavano degli stracci o addirittura un abito vero e proprio. In questo modo avrebbe avuto le sembianze di un mostro provocando un gran spavento nella vittima dello scherzo, in genere uno dei bambini, mandato fuori casa con la scusa di andare a prendere qualcosa.
Una pratica simile era diffusa anche nel nord del Lazio negli anni precedenti la Seconda Guerra Mondiale, risalente, secondo testimonianze indirette, almeno alla seconda metà dell'Ottocento. La zucca intagliata ed illuminata veniva a volte chiamata La Morte, o anche La Morta oppure Beccamorta.
La tradizione è documentata in modo molto specifico ad opera dell'antropologo sardo Antonio De Nino, che attesta l'uso delle zucche intagliate a Sulmona, in Abruzzo, durante il XIX secolo. Secondo De Nino, gruppi di giovani erano soliti vagare per le strade della città nella vigilia del giorno dei morti. Portavano con sé zucche intagliate con bocca, occhi e naso, illuminate internamente da candele. Durante questa giornata, i giovani bussavano insistentemente alle porte dei concittadini e disegnavano sui muri scheletri e teschi usando vernice bianca.
L'uso di intagliare le zucche e illuminarle con una candela si ritrova anche in Lombardia e in Liguria, ad esempio nella cultura tradizionale di Riomaggiore nelle Cinque Terre, così come in Emilia ed in generale in tutta la pianura padana, dove fino alla fine degli anni '50 si svuotavano le zucche o si usavano normali lanterne ed illuminate da candele, venivano poste nei borghi più bui ed anche vicino ai cimiteri e alle chiese. A Parma e Mantova tali luci prendono il nome di lümera; anche e più associato a fuochi fatui. Nel Polesine di lumassa: “Nella tradizione polesana i contadini utilizzavano la zucca per creare delle apparizioni scherzose delle anime dei defunti e per esorcizzare la paura della morte. La zucca veniva scavata all’interno e venivano praticati dei fori, dove veniva posto un lume o una candela, per simulare l’origine infera dello spirito, da cui il nome di “lumassa”, (zucca contenente un lume). Le zucche “lumassa” venivano poste in luoghi oscuri: molto spesso i burloni facevano apparire le “lumasse” vicino ai cimiteri per far impaurire i viandanti di notte”. 

## Record mondiali
Per molto tempo, Keene, nel New Hampshire, ha detenuto il record mondiale per la maggior parte delle zucche scolpite e illuminate in un unico luogo. L'azienda Life is Good ha collaborato con Camp Sunshine, un campo per bambini con malattie potenzialmente letali e le loro famiglie, per battere il record. Un record è stato stabilito il 21 ottobre 2006, quando 30.128 jack-o'-lantern sono stati accesi simultaneamente al Boston Common nel centro di Boston, nel Massachusetts. Highwood, Illinois, ha cercato di stabilire il record il 31 ottobre 2011, con un conteggio non ufficiale di 30.919 ma non ha seguito i regolamenti Guinness, quindi il risultato non è stato contato.
Il 19 ottobre 2013, Keene, nel New Hampshire, ha battuto il record di Boston e ha rivendicato il record mondiale per la maggior parte delle lanterne accese in mostra (30.581). Keene ha ora battuto il record otto volte dal tentativo originale.

## Galleria d'immagini

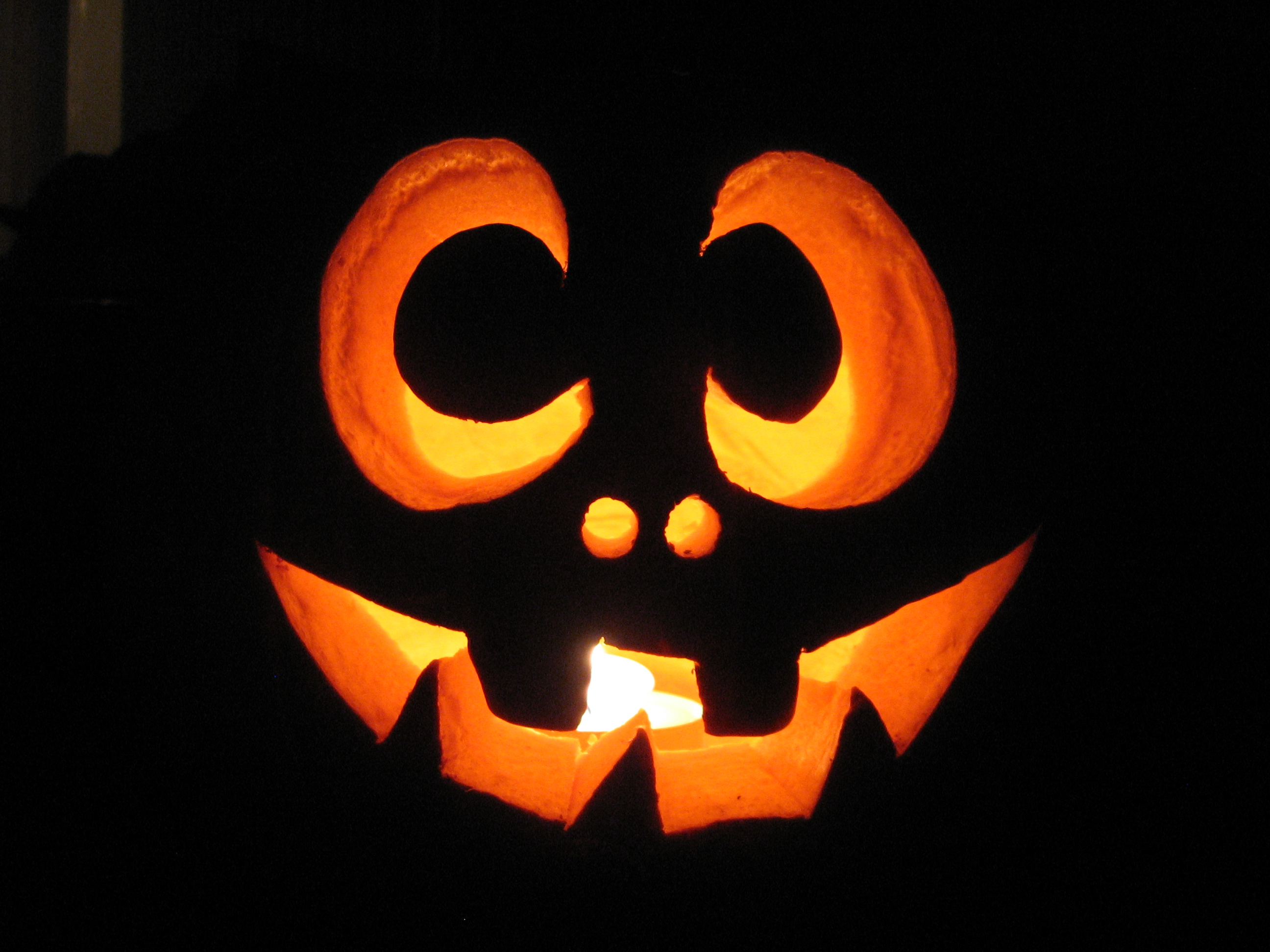
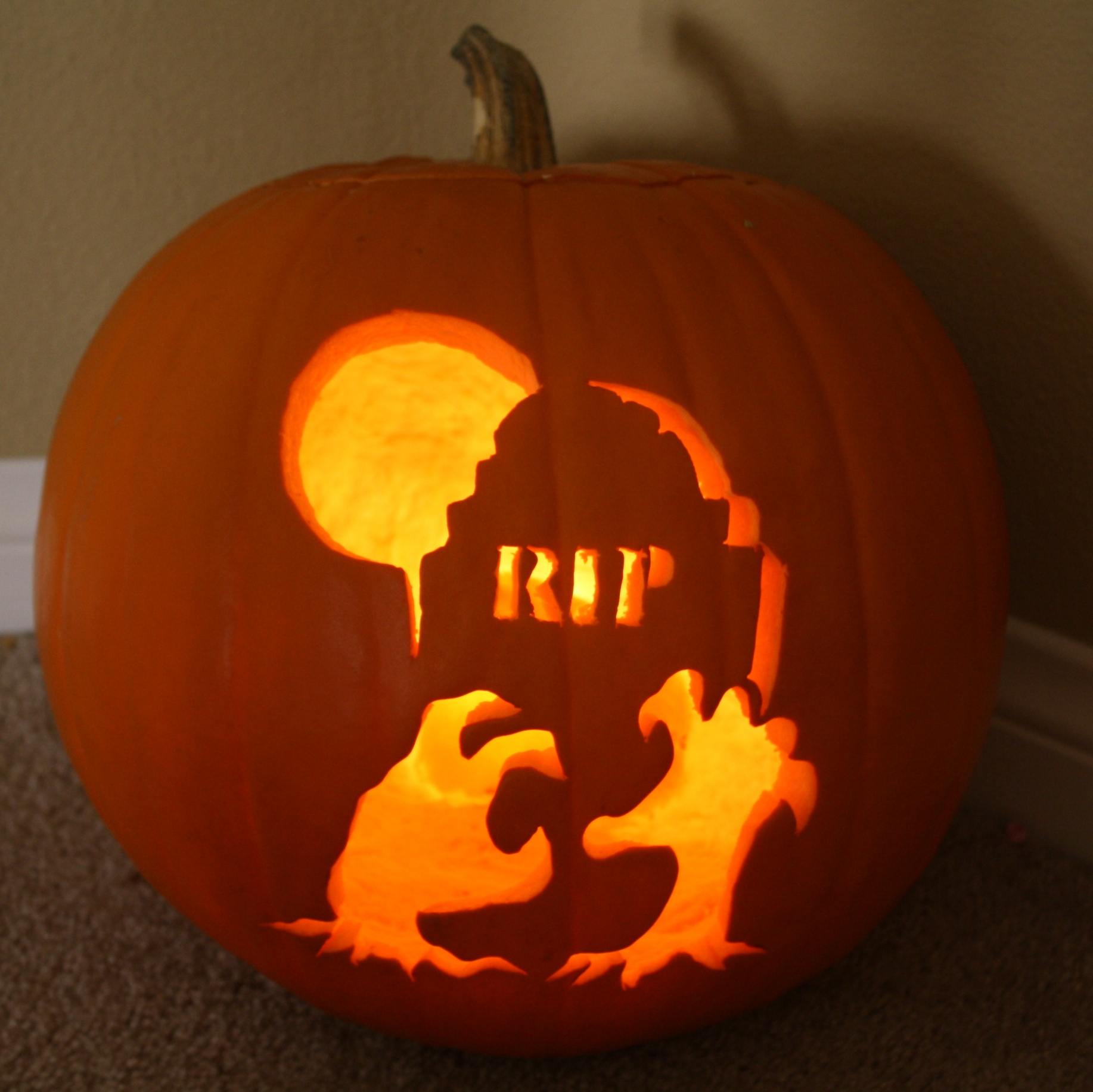
Un modello commerciale "RIP".
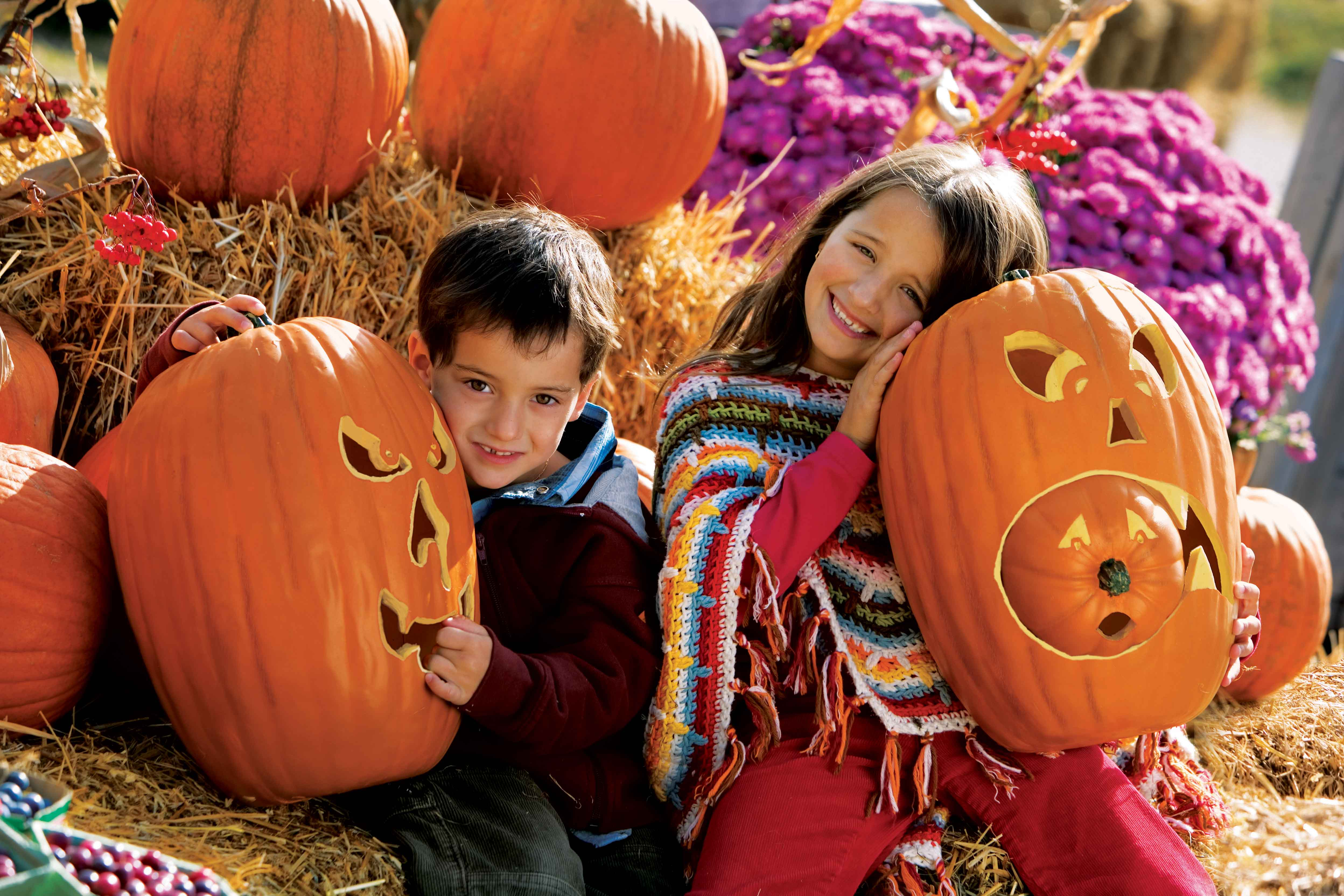
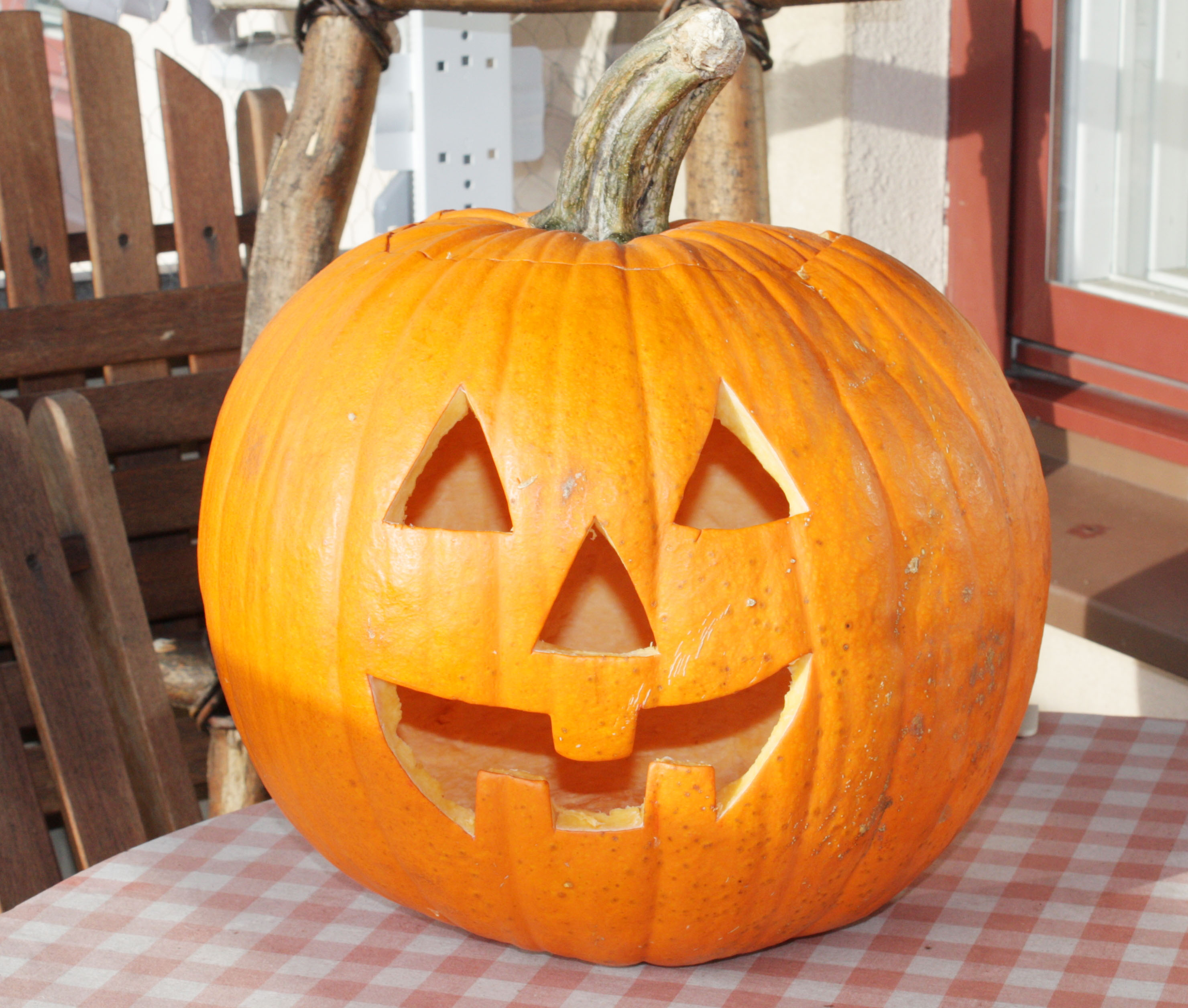
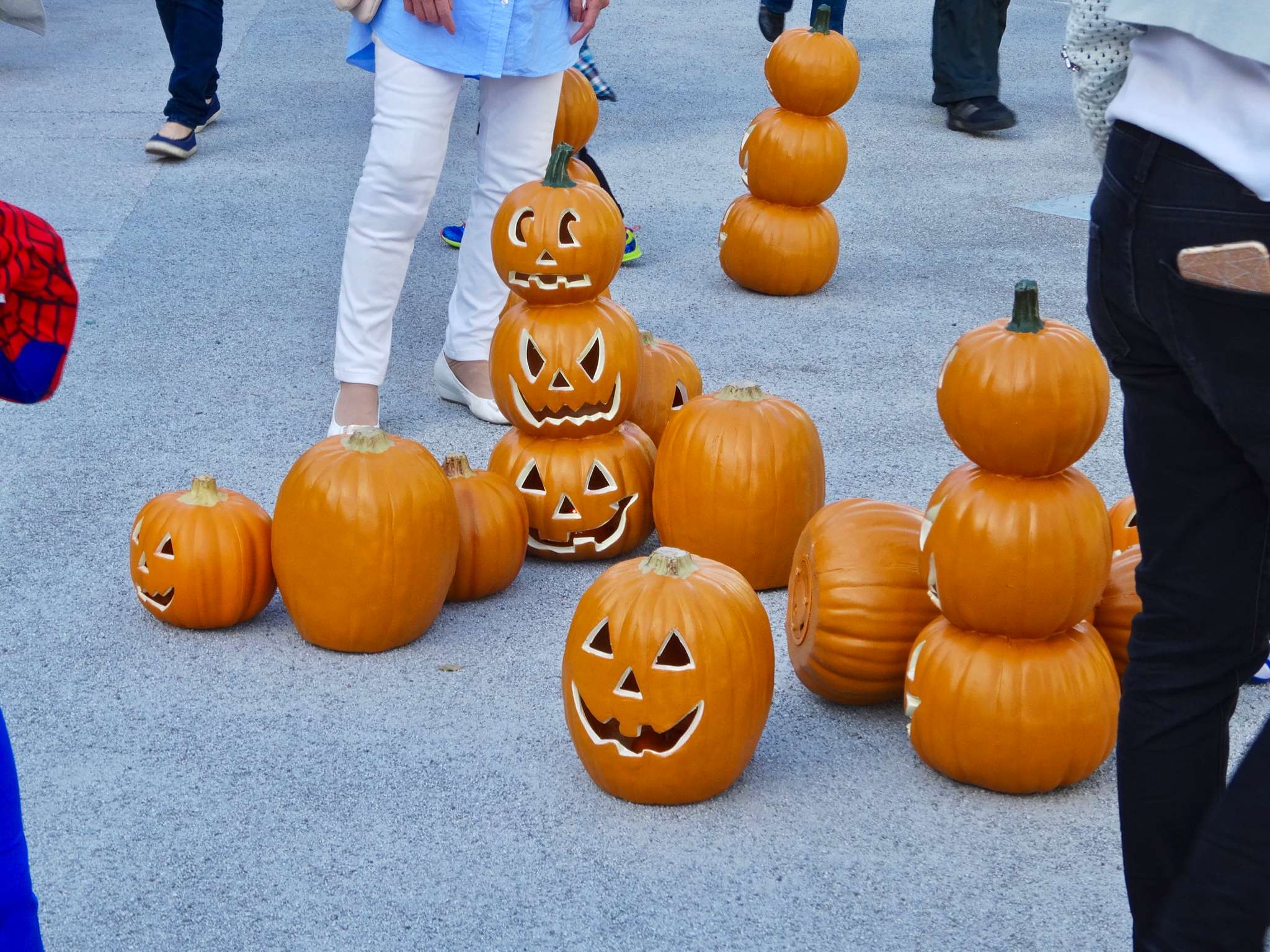
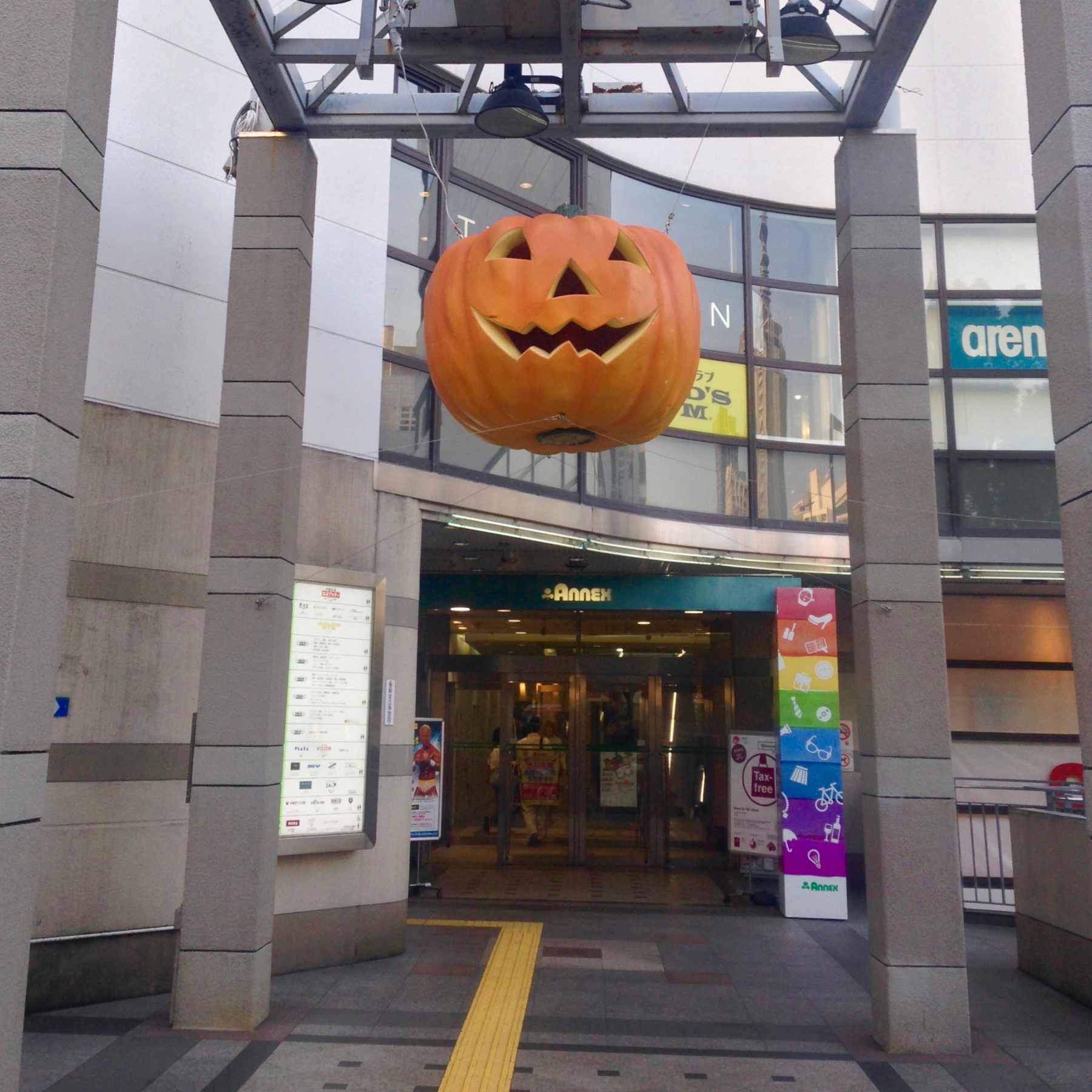
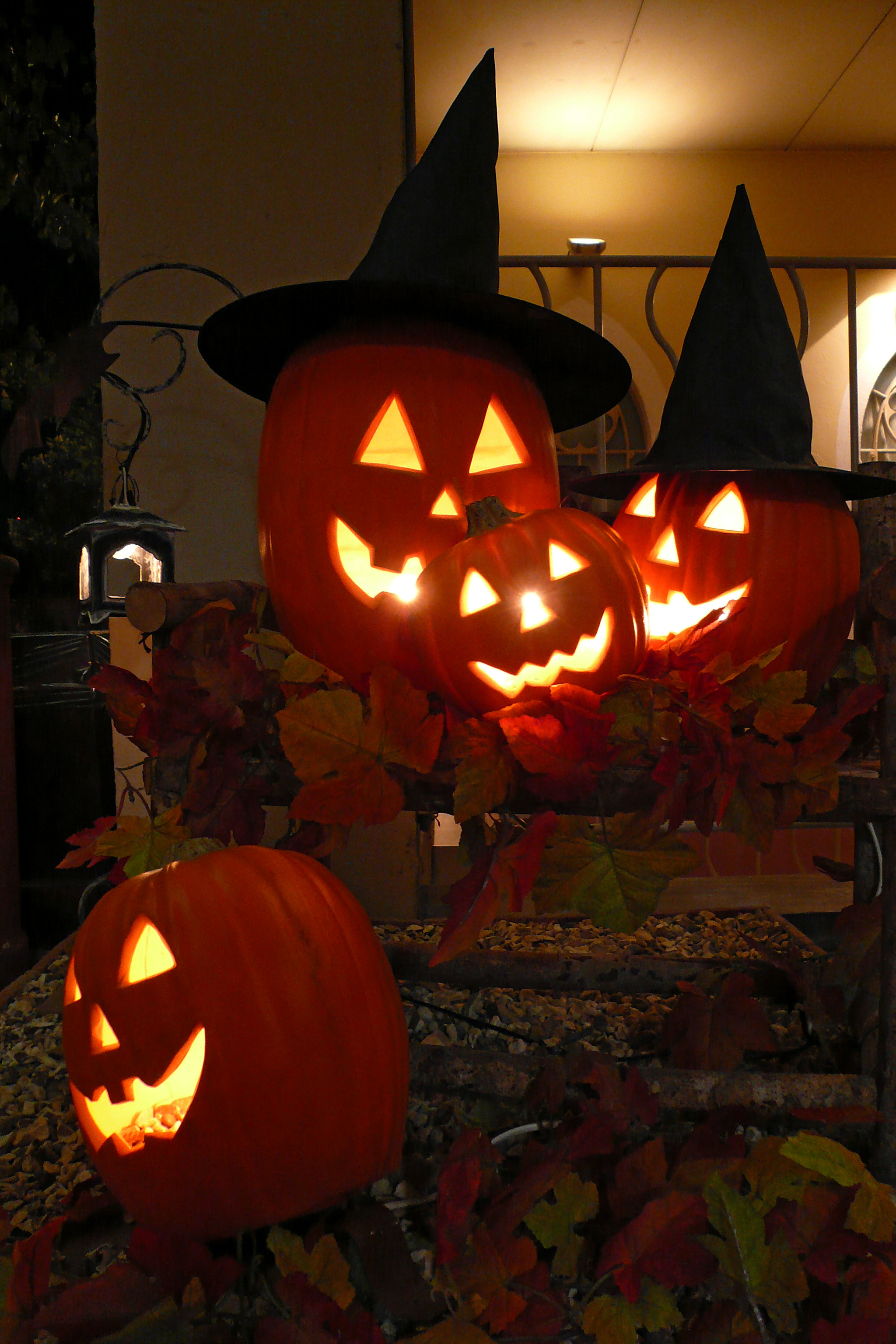
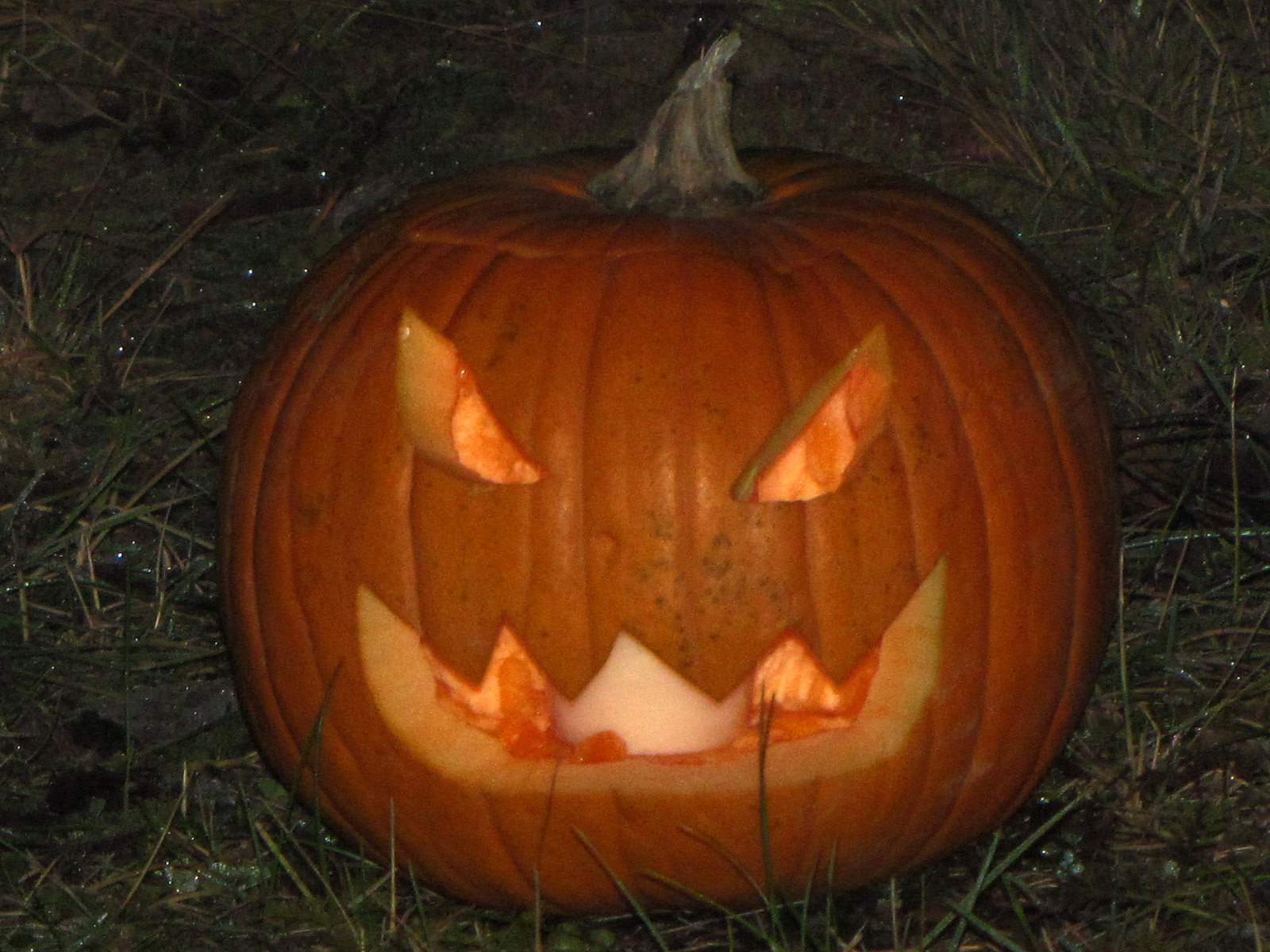
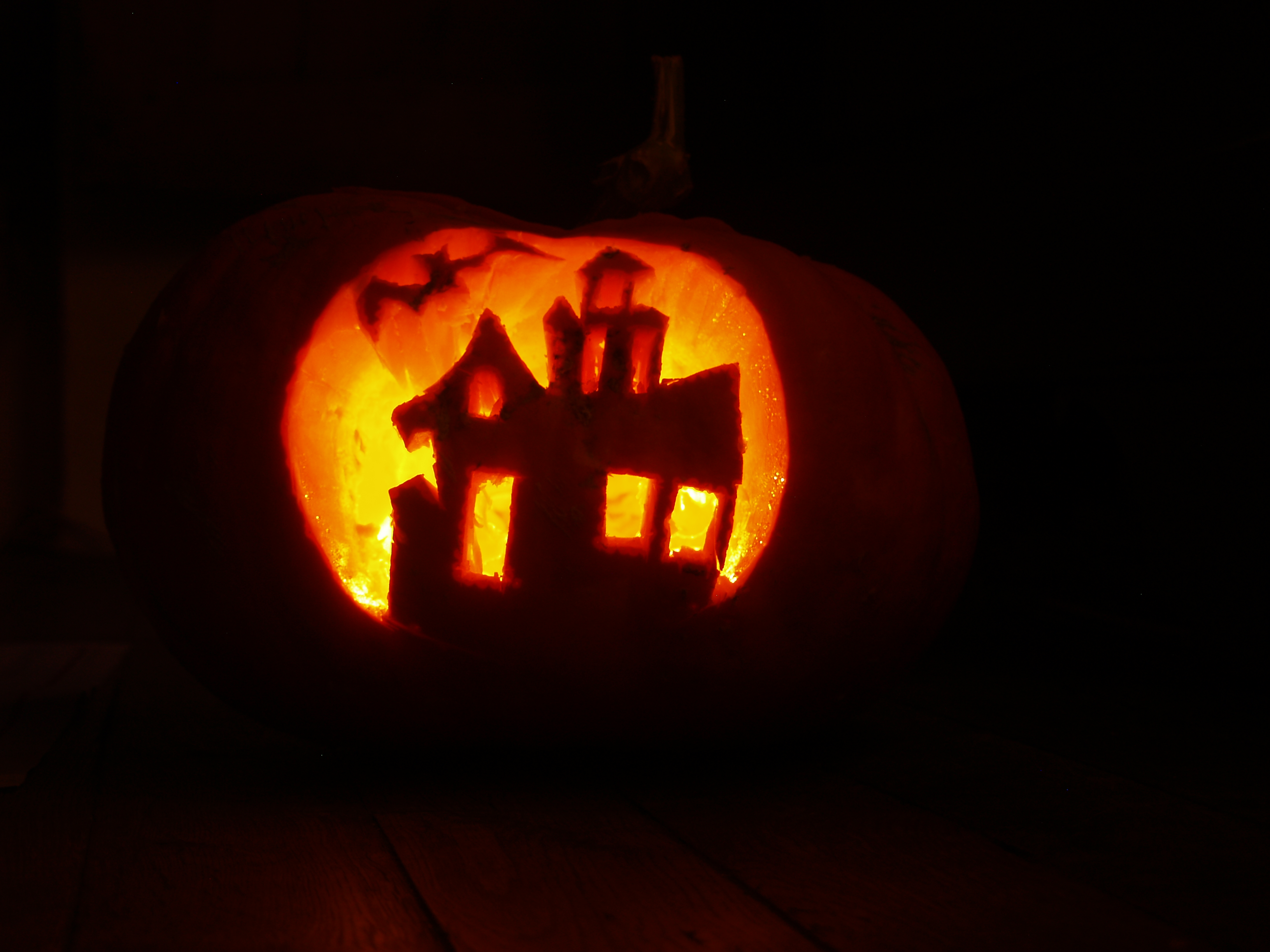
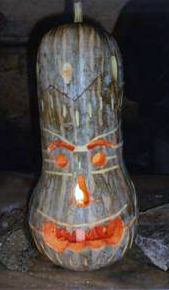
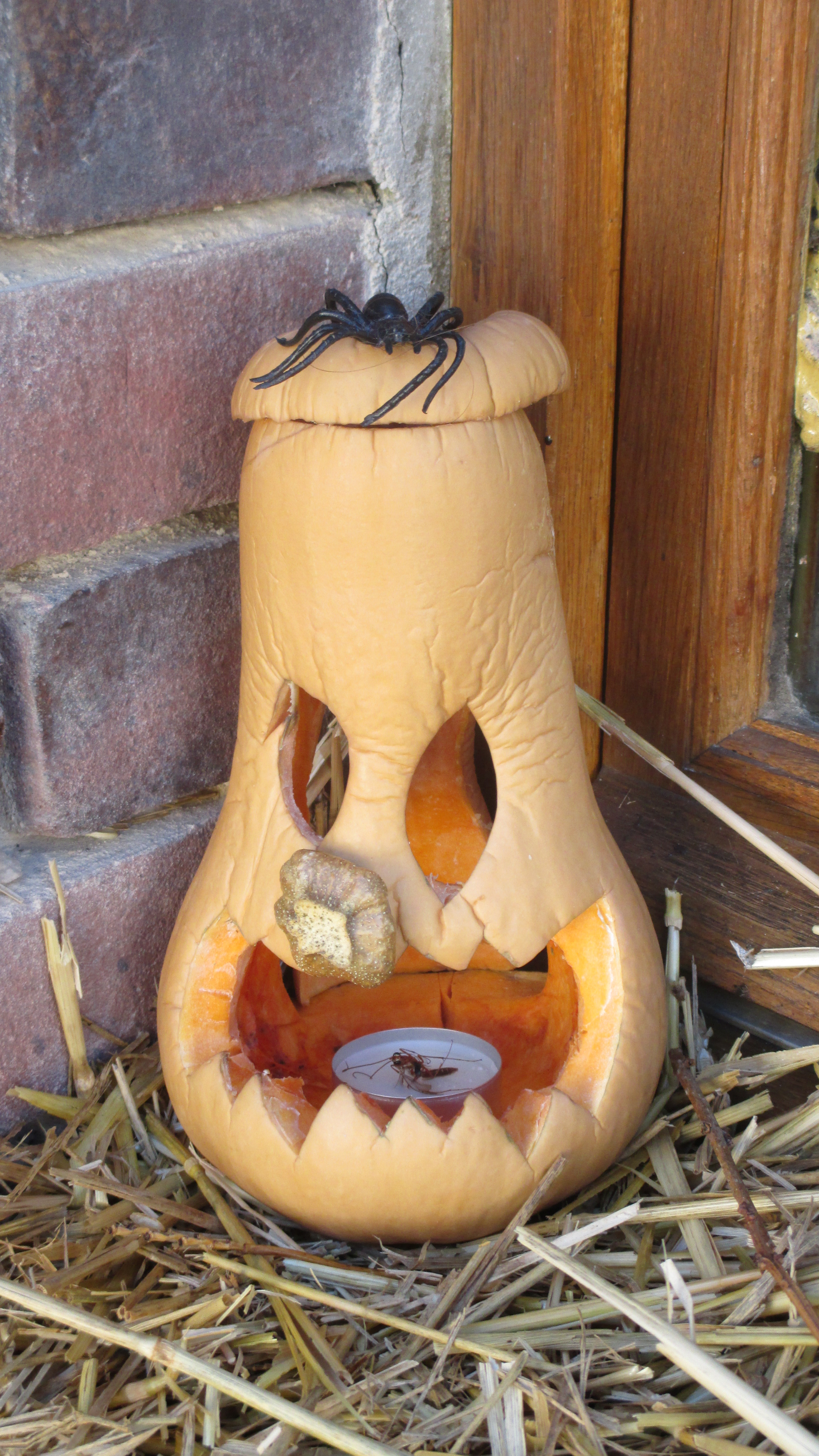
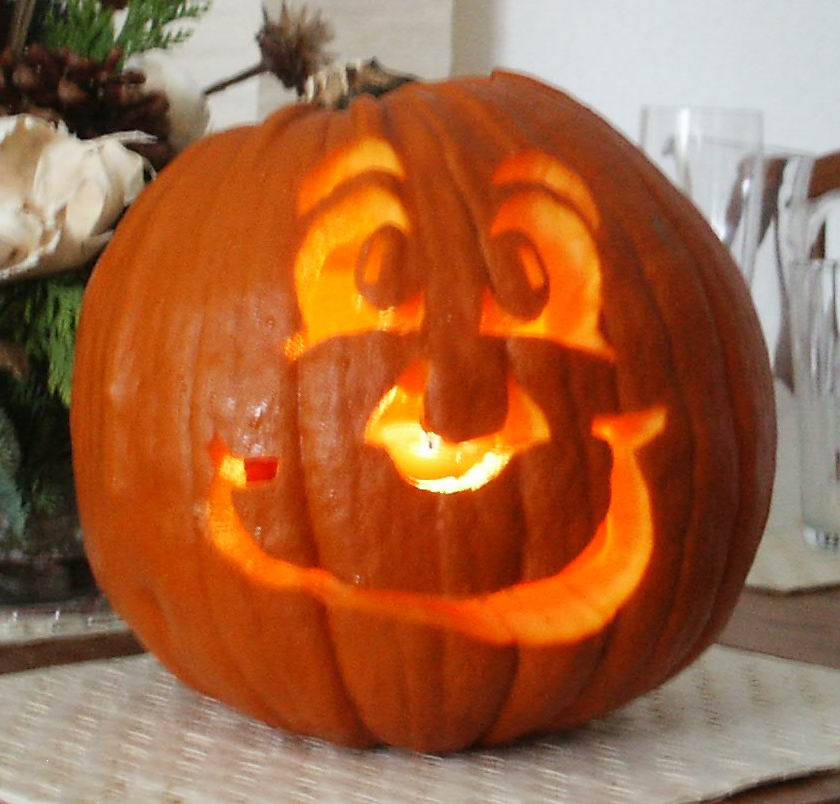